# Strandabyggð
Strandabyggð est une municipalité située sur la côte nord-ouest de l'Islande.

## Géographie

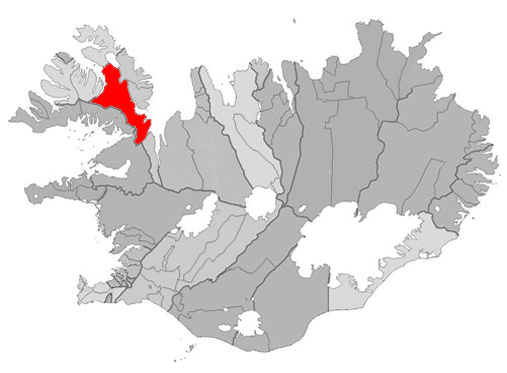
Situation de la commune.